# 스코페 지방

스코페 지방의 위치

스코페 지방(마케도니아어: Скопски регион)은 북마케도니아를 구성하는 8개의 통계 지방 가운데 하나로 면적은 1,818km2, 인구는 617,646명(2014년 기준), 인구 밀도는 340명/km2이다. 북마케도니아 북부에 위치한다.
북쪽으로는 코소보와 국경을 접하며 서쪽으로는 폴로크 지방, 남서쪽으로는 남서부 지방, 남쪽으로는 바르다르 지방, 남동쪽으로는 동부 지방, 동쪽으로는 북동부 지방과 접한다. 북마케도니아의 수도인 스코페와 7개 지방 자치체(아라치노보시, 추체르산데보시, 일린덴시, 페트로베츠시, 소피슈테시, 스투데니차니시, 젤레니코보시)가 이 지방에 속한다.